# Fico Bianco del Cilento
Pour les articles homonymes, voir Cilento (homonymie).
Fico Bianco del Cilento (en français : figue blanche du Cilento) désigne des fruits séchés de l'espèce de Ficus carica domestica L. des biotypes relatifs au cultivar « Dottato » produits dans l'aire géographique du Cilento en Campanie.
Depuis le 10 mars 2006, la dénomination Fico Bianco del Cilento est protégée au niveau européen par une appellation d'origine protégée (AOP).

## Historique

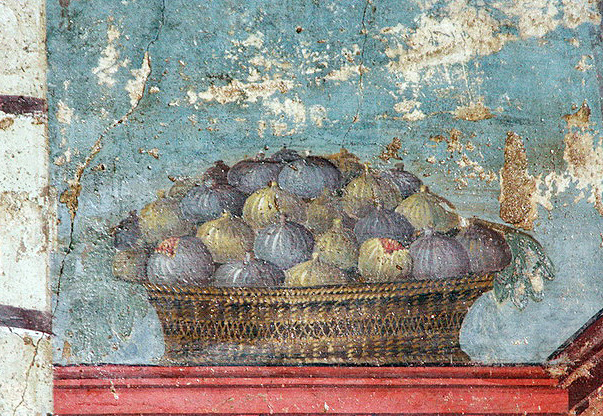
Corbeille de figues représentée sur une fresque du triclinium de la villa Poppée à Oplontis.

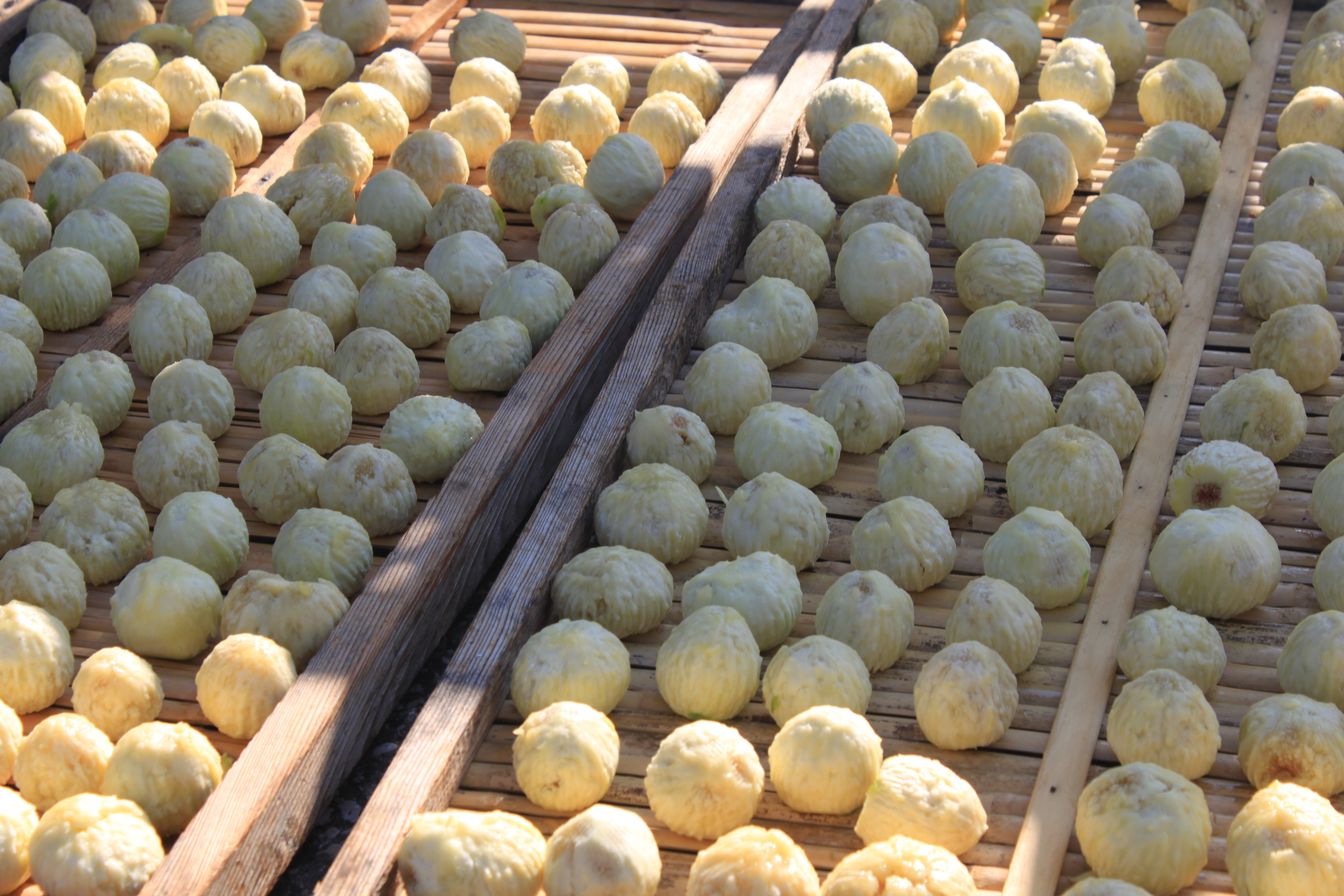
Figues du Cilento épluchées, séchant au soleil sur des clayettes.

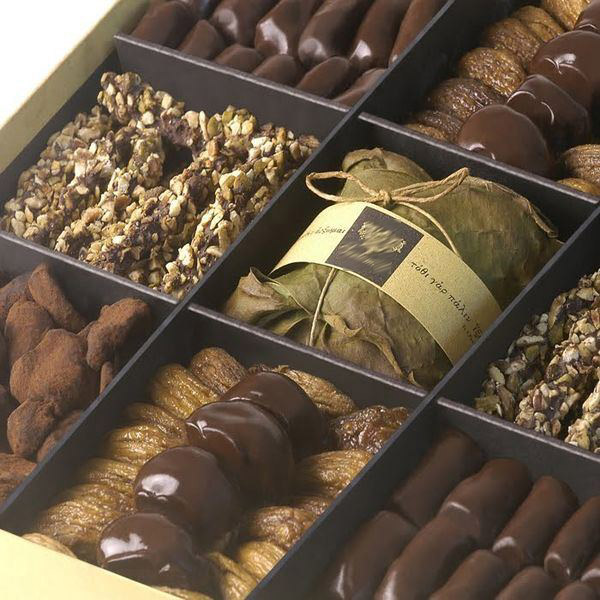
Coffret de figues blanches du Cilento : certaines recouvertes de chocolat, au milieu un fagottino.

Très ancienne, la culture de la figue blanche dans le Cilento semble remonter à l'ère préhellénique, lorsqu'elle est introduite en Italie à la suite des premiers échanges commerciaux avec les provinces d'Asie mineure (telle la Carie). Avant notre ère, déjà Caton, puis Varron, relataient que les figues sèches étaient couramment consommées dans le Cilento et la Lucanie comme base alimentaire pour la main d'œuvre employée dans les travaux des champs. Au Ier siècle, elles sont aussi appréciées par de riches familles  pompéiennes, comme en témoignent les fresques de la villa Poppée à Oplontis.

## Aire de production[2]
La zone de production de la dénomination Fico Bianco del Cilento comprend la totalité ou une partie du territoire des communes suivantes de la province de Salerne.

### Communes totalement incluses
Agropoli, Aquara, Ascea, Bellosguardo, Camerota, Casal Velino, Castel San Lorenzo, Castellabate, Castelnuovo Cilento, Celle di Bulgheria, Centola, Cicerale, Controne, Felitto, Giungano, Ispani, Laureana Cilento, Lustra, Montecorice, Monteforte Cilento, Ogliastro Cilento, Omignano, Perdifumo, Perito, Pisciotta, Pollica, Prignano Cilento, Roccadaspide, Rutino Salento, San Giovanni a Piro, San Mauro Cilento, San Mauro la Bruca, Santa Marina, Serramezzana, Sessa Cilento, Stella Cilento, Torchiara, Torre Orsaia, Trentinara et  Vibonati.

### Communes partiellement incluses
Albanella, Alfano, Altavilla Silentina, Capaccio-Paestum,
Castelcivita, Caselle in Pittari, Casaletto Spartano, Ceraso, Corleto Monforte, Cuccaro Vetere, Futani, Gioi Cilento, Laurito, Orria, Ottati, Moio della Civitella, Montano Antilia, Morigerati, Postiglione, Roccagloriosa, Roscigno, Sant'Angelo a Fasanella, Sapri, Serre, Torraca, Tortorella, Vallo della Lucania.

## Caractéristique
Le fruit Dottato peut se présenter soit avec la peau ; il est de couleur de jaune clair à jaune et de couleur jaune-brun lorsqu'il subit un processus de cuisson au four. Sans la peau (fruit épluché), il a une coloration très claire tendant vers le blanc. Sa pulpe est de consistance moelleuse, très sucrée, de couleur jaune ambrée, avec des akènes essentiellement vides et un réceptacle presque entièrement rempli.
La densité de plantation ne peut dépasser 700 arbres à l'hectare : le meilleur de la production s'obtient d'août à septembre.

## Commercialisation
Outre d'être commercialisées telles quelles, les figues sèches peuvent être aussi vendues farcies aux amandes, noix, noisettes, graines de fenouil, zestes d'agrumes (ingrédients provenant du territoire de Cilento et ne dépassant pas 10 % du total du produit commercialisé).

### Conditionnement
Elles sont conditionnées en emballages de différentes formes (cylindrique, en couronne, sphérique ou en sachet) d'un poids compris entre 125 g et 1 kg. Elles peuvent être conditionnées en vrac, dans des paniers en matière végétale, d'un poids variant de 1 à 20 kg. Dans les conditionnements entre 125 g et 1 kg, les figues sèches peuvent être ouvertes et accouplées l'une à l'autre par la partie pulpeuse. En outre, selon une tradition ancienne, elles peuvent être présentées « steccati », c'est-à-dire enfilées sur des supports de bois pour former les mustacciuoli (en forme de losange) et les spatole (deux batonnets parallèles longs de 20-30 cm). Farcies ou entières, elles peuvent être recouvertes de chocolat fondant. Les emballages peuvent être décorés de feuilles de laurier.

### Recette
Le Fico Bianco del Cilento rentre dans la préparation de plusieurs recettes de desserts tels le capicollo (saucisson de pâte de figue du Cilento avec noix et fenouil sauvage  ; coupé en tranches fines, il accompagne de nombreux fromages), le fagottino (aumônière de feuilles de figues dans laquelle sont cuites les figues, raisins secs, écorces d'orange et mélasse) et  la pigna  (préparation en forme de dôme constitué de fines lamelles de figues du Cilento liées par un voile de chocolat extrafondant et garnie de pignons et nocciole di Giffoni (noisettes de Giffoni).